# Tipula (Pterelachisus) alcestis
Tipula (Pterelachisus) alcestis is een tweevleugelige uit de familie langpootmuggen (Tipulidae). De soort komt voor in het Nearctisch gebied.